# Henri Cain

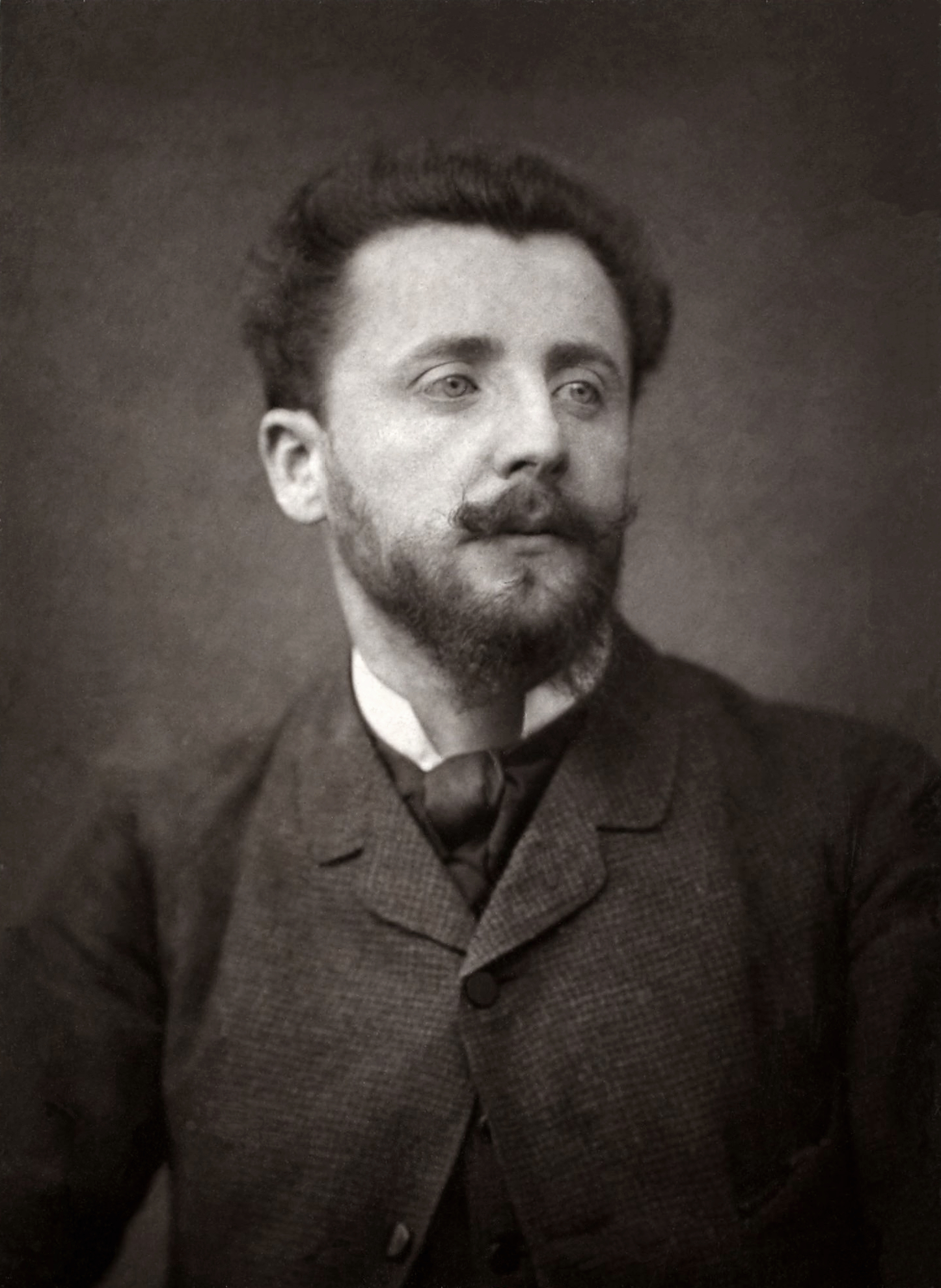
Henri Cain, 1882

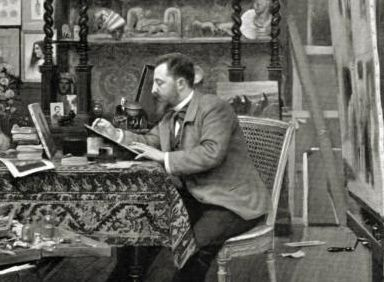
Porträt von Henri Cain

Henri Cain (* 11. Oktober 1857 in Paris; † 21. November 1937 ebenda) war ein französischer Maler, Dramatiker und Librettist.

## Leben
Cain entstammte einer Künstlerfamilie. Sein Vater war der Bildhauer Auguste-Nicolas Caïn, sein Großvater der Bildhauer Pierre-Jules Mêne. Sein Bruder Georges Cain wurde als Maler bekannt. Er verfasste im Laufe seines Lebens um die vierzig Opernlibretti, darunter jeweils mehrere für Jules Massenet und für Gustave Doret. Außerdem war er Autor mehrerer Romane. Als Maler porträtierte er u. a. seinen Vater Auguste Cain, die Sängerin Emma Calvé und Henri d’Orleans.
Cain war Mitglied der Société des Artistes français, der Société des Auteurs dramatiques und der Société des Compositeurs. Er wurde als Offizier der Ehrenlegion ausgezeichnet.

## Dramen/Libretti
- La Navarraise (nach Jules Claretie: La cigarette, Oper von Jules Massenet, UA 1894)
- La Vivandière (Oper von Benjamin Godard, UA 1895)
- Sapho (mit Arthur Bernède nach Alphonse Daudet, Oper von Jules Massenet, UA 1897)
- Cendrillon („Aschenbrödel“ nach Charles Perrault, Oper von Jules Massenet, UA 1899)
- Le Juif polonais (mit Pierre-Barthélemy Gheusi nach Erckmann-Chatrian, Oper von Camille Erlanger, UA 1900)
- Maedeli (mit Daniel Baud-Bovy, Oper von Gustave Doret, UA 1901)
- La Cabrera (Oper von Gabriel Dupont, UA 1903)
- Chérubin (mit Francis de Croisset, Oper von Jules Massenet, UA 1905)
- Les Armaillis (mit Daniel Baud-Bovy, Oper von Gustave Doret, UA 1906)
- Endymion et Phœbé (mit Francis Thomé, Ballett, UA 1906)
- Bacchus triomphant (Oper von Camille Erlanger, UA 1909)
- Quo vadis (nach Henryk Sienkiewicz, Oper von Jean Nouguès, UA 1909)
- Don Quichotte (nach Jacques Le Lorrain: Le Chevalier de la longue figure, Oper von Jules Massenet, UA 1910)
- La Glu (mit Jean Richepin, Oper von Gabriel Dupont, UA 1910)
- Le Nain du Hasli (mit Daniel Baud-Bovy, Oper von Gustave Doret, UA 1912)
- Roma (nach Alexandre Parodi Roma vaincue, Oper von Jules Massenet, UA 1912)
- Cachaprès (mit Camille Lemonnier, Oper von Francis Casadesus, UA 1914)
- Cleopatre (1914)
- Cyrano de Bergerac (nach Edmond Rostand, Oper von Franco Alfano, UA 1936)
- La Vivandière
- La Troupe Jolicoeur
- Jacques Callot
- Thyl Uylenspiegel
- La Citoyenne Cotillon
- La Flamenca
- Les Mirages
- L'Enlisement
- Une aventure de la Guimard
- Endymion
- Frétillon
- Les Pécheurs de Sain-Jean
- Madame Pierre
- Le Tourbillon
- Peau d'âne
- Monsieur de Boursoufle
- Chiquito
- L'Aube
- La Legénde du Point d'Argentan
- Le Chevalier d'Éon
- La Belle au Bois dormant
- Les Grognards
- La Mégère apprivoisée

## Romane
- La Vivandière
- Mlle Risque-Tout
- Vidocq
- Mandarin
- Un Roman d'amour et de l'Empereur
- La Générale Tambour
- Roger Bontemps

## Gemälde
- Le Viatique dans les champs
- Le Reveil des bergers
- La Marche à l'étoile
- La Crèche
- L'Or triomphant
- Saint George et le monstre
- Henri d'Orléans, duc d'Aumale (Porträt)
- Léon Carvalho (Porträt)
- Auguste Cain (Porträt)